# Beloved (película)
Beloved (palabra inglesa que significa "amado" o "amada") es una película estrenada en 1998, basada en la novela homónima de Toni Morrison de 1987, quien había ganado el Premio Pulitzer al año siguiente de publicarla y el Premio Nobel de Literatura en 1993.
Fue dirigida por Jonathan Demme y producida por Harpo Productions, la productora de Oprah Winfrey, que protagoniza la película junto a Danny Glover. El presupuesto de la misma fue de 80 millones de dólares. La película se convirtió en un desastre a nivel económico perdiendo 54,7 millones de euros (sobre la base de la inflación actual).

## Trama
La película está basada en el libro del mismo título escrito por Toni Morrison, en que una esclava recién liberada es visitada por el espíritu de su hija fallecida, llamada Beloved, a la cual mata en edad infantil para salvarla de la esclavitud.

## Elenco
- Oprah Winfrey como Sethe.
- Danny Glover como Paul D.
- Thandie Newton como Beloved.
- Kimberly Elise como Denver.
- Beah Richards como Baby Suggs.
- Lisa Gay Hamilton como Joven Sethe.
- Harry Northup como Sheriff.